# Коррадо Барадзутті
Коррадо Барадзутті (італ. Corrado Barazzutti; нар. 19 лютого 1953) — колишній італійський тенісист.
Найвищу одиночну позицію світового рейтингу — 7 місце досяг 21 серпня 1978 року.
Здобув 5 одиночних та 1 парний титул.
Найвищим досягненням на турнірах Великого шолома були півфінали в одиночному розряді.
Завершив кар'єру 1984 року.

## Кар'єра

#### Фінали в одиночному розряді (5–8)
| Легенда                  |
| ------------------------ |
| Великий Шлем (0–0)       |
| Grand Prix Masters (0–0) |
| Гран-прі (5–8)           |

| Результат | W/L | Дата     | Турнір                                        | Покриття   | Суперник         | Рахунок                 |
| --------- | --- | -------- | --------------------------------------------- | ---------- | ---------------- | ----------------------- |
| Поразка   | 0–1 | Лис 1975 | Philippine International, Маніла              | Тверде     | Росс Кейс        | 2–6, 1–6                |
| Перемога  | 1–1 | Кві 1976 | ATP Nice, Ніцца                               | Ґрунт      | Ян Кодеш         | 6–2, 2–6, 5–7, 7–6, 8–6 |
| Поразка   | 1–2 | Лип 1976 | Swedish Open, Бостад                          | Ґрунт      | Тоніно Цугареллі | 6–4, 5–7, 2–6           |
| Поразка   | 1–3 | Лис 1976 | Japan Open (теніс), Токіо                     | Тверде     | Роско Теннер     | 3–6, 2–6                |
| Поразка   | 1–4 | Кві 1977 | Мастерс Монте-Карло, Монте-Карло              | Ґрунт      | Б'єрн Борг       | 3–6, 5–7, 0–6           |
| Перемога  | 2–4 | Кві 1977 | Charlotte WCT, Шарлотт                        | Ґрунт      | Едді Діббс       | 7–6, 6–0                |
| Перемога  | 3–4 | Лип 1977 | Swedish Open, Бостад                          | Ґрунт      | Балаж Тароці     | 7–6, 6–7, 6–2           |
| Перемога  | 4–4 | Лис 1977 | Париж Open, Париж                             | Тверде (i) | Браян Готтфрід   | 7–6, 7–6, 6–7, 3–6, 6–4 |
| Поразка   | 4–5 | Кві 1978 | Alan King Tennis Classic, Лас-Вегас           | Тверде     | Гаролд Соломон   | 1–6, 0–3, ret.          |
| Поразка   | 4–6 | Лип 1978 | Swedish Open, Бостад                          | Ґрунт      | Б'єрн Борг       | 1–6, 2–6                |
| Поразка   | 4–7 | Вер 1979 | Campionati Internazionali di Sicilia, Палермо | Ґрунт      | Б'єрн Борг       | 4–6, 0–6, 4–6           |
| Поразка   | 4–8 | Лис 1979 | Париж Open, Париж                             | Тверде (i) | Гаролд Соломон   | 3–6, 6–2, 3–6, 4–6      |
| Перемога  | 5–8 | Бер 1980 | Egyptian Open, Каїр                           | Ґрунт      | Паоло Бертолуччі | 6–4, 6–0                |